# Estados Unidos v. Swartz
Estados Unidos da América vs. Aaron Swartz foi um processo judicial em que Aaron Swartz, um programador de computador, escritor, organizador político e ativista da internet americano, foi processado por muitas violações da Computer Fraud and Abuse Act, uma lei de 1986, depois de baixar muitos artigos de revistas acadêmicas através da rede informática MIT a partir de uma fonte (JSTOR), para o qual ele tinha uma conta como pesquisador da Universidade Harvard. Contra o julgamento e a possibilidade de prisão, Swartz cometeu suicídio, e o caso foi, portanto, arquivado.

## Antecedentes
Em 6 de janeiro de 2011, Swartz foi preso pelo Departamento de Polícia de Massachusetts, sob a acusação de violar o sistema, e fazer o download sistemático de artigos de revista acadêmica JSTOR. Os promotores federais acabaram por acusá-lo de duas acusações de fraude em correspondência e 11 violações da Computer Fraud and Abuse Act, encargos cobrando uma penalidade máxima acumulada de US $ 1 milhão em multas, mais 35 anos de prisão, perda de ativos, e restituição.

Em 11 de janeiro de 2013, dois anos após sua prisão inicial, Swartz foi encontrado morto em seu apartamento [Brooklyn], onde ele se enforcou.
Swartz era um pesquisador de Harvard que forneceu uma conta da revista JSTOR. Os visitantes do "campus aberto" do MIT foram autorizados a acessar o material do JSTOR através da conta do pesquisador.
De acordo com as autoridades estaduais e federais, a Swartz baixou um grande número de artigos de revistas acadêmicas da JSTOR através da rede informática do MIT, durante algumas semanas no final de 2010 e início de 2011.Eles disseram que o Swartz baixou os documentos para um laptop conectado a uma chave de rede em um armário de fiação de acesso controlado. De acordo com relatórios de imprensa, a porta do armário foi mantida desbloqueada.

## Arresto e acusações
Em 6 de janeiro de 2011, Swartz foi preso perto do campus de Harvardpor dois policiais do MIT e um agente do Serviço Secreto dos EUA. Ele foi acusado na Corte Distrital de Cambridge.
Em 11 de julho de 2011, Swartz foi indiciado no Tribunal Distrital Federal em quatro crimes: fraude eletrônica, fraude informática, obtendo ilegalmente informações de um computador protegido e danificando imprudentemente um computador protegido.
Em 17 de novembro de 2011, Swartz foi indiciado por um grande júri do Tribunal Superior do Condado de Middlesex em acusações estatais de quebrar e entrar com intenção, grande roubo e acesso não autorizado a uma rede informática.
Em 16 de dezembro de 2011, o escritório do advogado do distrito arquivou uma declaração nolle prosequi no caso gerado pela prisão inicial de Swartz em 6 de janeiro de 2011. As acusações do Estado contra Swartz decorrentes da acusação de 17 de novembro de 2011 foram descartadas em 8 de março de 2012. De acordo com um porta-voz do Ministério Público do Município de Middlesex, as acusações do Estado foram descartadas para permitir que a acusação federal prosseguisse, sem impedimento.